# Lê Thụy
Lê Thụy tên thật là Lê Hồng Thụy, quê ở Hà Nội, là đạo diễn sân khấu Việt Nam, ông đã dàn dựng nhiều chương trình nghệ thuật lớn, các vở kịch lớn. Ông từng có nhiều năm công tác tại Đài Truyền hình Thành phố Hồ Chí Minh (HTV) với vai trò đạo diễn sân khấu, từng là Phó Trưởng ban Văn nghệ của HTV. Hiện ông đang là Chủ tịch Hội đồng quản trị Công ty Cổ phần Truyền thông Người Sài Gòn, đồng thời là Phó Trưởng Ban Truyền thông Hội nhạc sĩ Việt Nam.

## Tác phẩm
- Hồ Chí Minh - Cuộc hành trình của thời đại (2011)
- Ký ức 27 tháng 7 (2012)
- Vinh quang Bộ đội Cụ Hồ (2014)
- Hà Nội - Huế - Thành phố Hồ Chí Minh: Nghĩa tình sắt son (2015)
- Vì nước quên thân, vì dân phục vụ - Tỏa sáng giữa đời thường (2015)
- Nguồn sáng dẫn đường (2019)
- Muôn vàn tình thương yêu (2019)
- Tàu Ô, Xóm ruộng - Một thời máu và hoa (2019)
- Lễ khai mạc, Lễ bế mạc Liên hoan phát thanh toàn quốc lần XIV (2020)
- Linh thiêng Việt Nam (2022)